# Tanana
|  | Per a altres significats sobre Tanana, vegeu «Tanana (desambiguació)». |

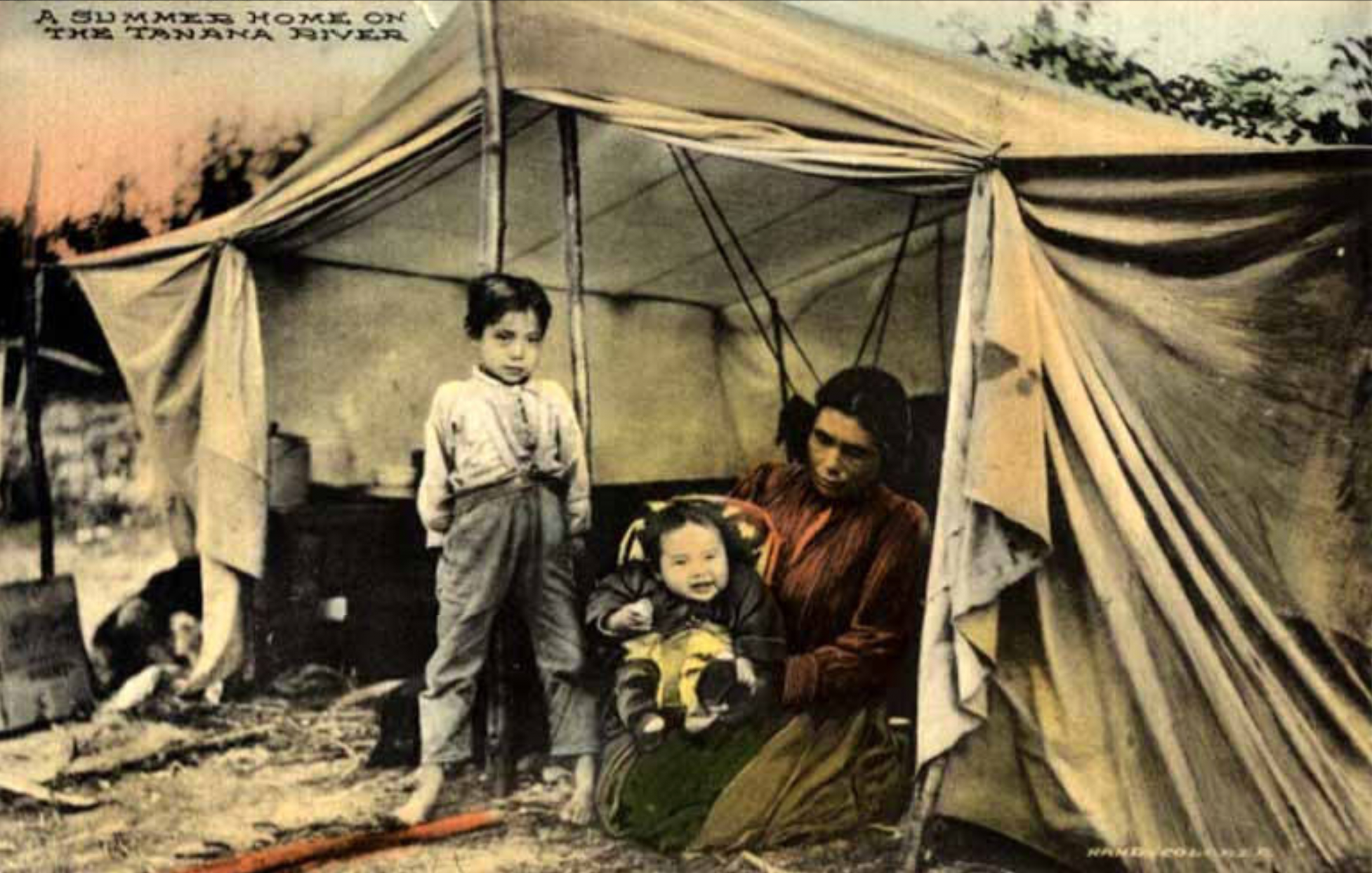
Postal datada cap al 1900 d'una família tanana indígena.

Els tanana són una tribu del grup na-dené, que es dividia en dos grups, tanacross i lower tanana.

## Localització
Viuen als marges del riu Tanana, a Alaska Central.

## Demografia
El 1980 sumaven 520 individus, dividits entre 160 tanacross (dels que 120 parlaven la llengua) i 360 lower tanana (dels que només en parlaven 100). Però el 1990 eren calculats en 850 individus. Segons dades de la BIA del 1995, ocupaven els llogarrets de Dot Lake (38 h/40), Healy (40 h/42), Minto (212 h/223), Nenana (189 h/197), Northway (248 h/260), Tanacross (100 h/105), Tanana (270 h/284), Tetlin (83 h/87). En total, 1.238 individus.

## Costums
Eren caçadors nòmades i es proveïen principalment de caribús, dants i ovelles de muntanya per tal d'obtenir menjar o pells per a vestir-se.
Vivien en bordes en forma de cúpula i cobertes de pell a l'hivern, i en teulats o cabanes d'escorça o d'estopa a l'estiu.
Es dividien en nombrosos clans llunyanament relacionats, i que canviaven sovint de composició per les barreges, divisions i emigracions.
El potlacht se significava per una ostentosa distribució de regals i era una prova de prestigi personal. L'element central de llur vida religiosa era el xaman, però la religió estava altament individualitzada, puix que cada persona desenvolupava les seves pròpeis creences, pràctiques, amulets i tabús.
Els del curs baix del riu eren sedentaris i vivien de la pesca del salmó, i els del naixement vivien de la cacera del caribú, complementada amb la pesca els mesos de juliol i agost.